# 志比谷村
志比谷村（しひだにむら）は福井県吉田郡にあった村。現在の永平寺町の西部、永平寺周辺、永平寺川流域にあたる。

## 地理
- 山岳 ： 剣ヶ岳、大佛寺山
- 河川 ： 永平寺川

## 歴史
- 1889年（明治22年）4月1日 - 町村制の施行により、山村、諏訪間村、寺本村、京善村、市野々村、荒谷村及び志比村の区域をもって、志比谷村が発足する。
- 1954年（昭和30年）3月31日 - 志比谷村、下志比村及び浄法寺村が合併して、志比村が発足する。

## 交通

### 鉄道路線
- 京福電気鉄道
  - 永平寺線
    - 諏訪間駅 - 京善駅 - 市野々駅 - 永平寺駅

## 名所・旧跡・観光スポット・祭事・催事
- 永平寺